# Karuisawa-shuku

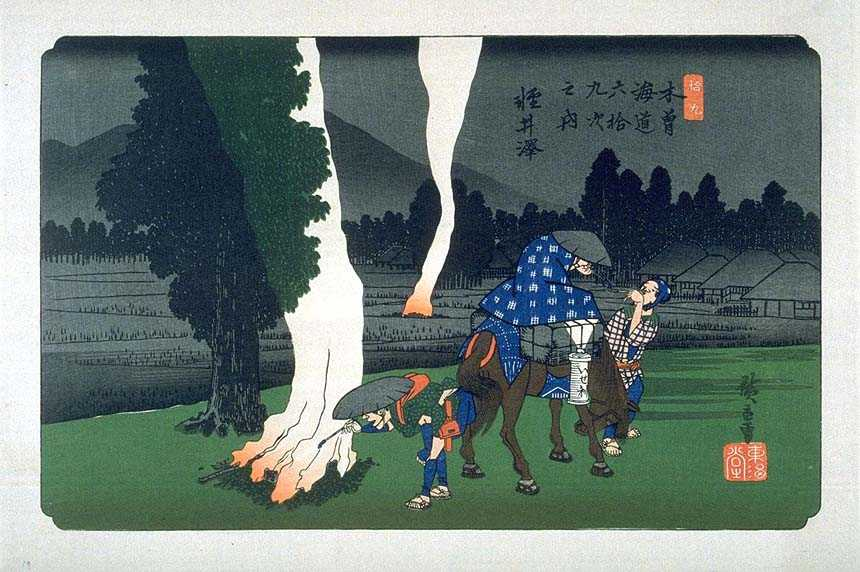
Karuisawa-shuku, estampe de Hiroshige de la série Les Soixante-neuf Stations du Kiso Kaidō.

Karuisawa-shuku (軽井沢宿, Karuisawa-shuku) était la dix-huitième des soixante-neuf stations du Nakasendō. Elle est située dans la partie nord de la ville actuelle de Karuizawa, dans le district de Kitasaku de la préfecture de Nagano au Japon. Karuisawa-shuku est éloignée de 10 km de la shukuba précédente, Sakamoto-shuku, et de 4 km de la suivante, Kutsukake-shuku.

## Histoire
L'endroit qui s'appelait d'abord Karuisawa se trouve en fait à deux ou trois kilomètres de la station qui est située à l'entrée ouest du col d'Usui. Karuisawa-shuku était la plus florissante de toutes les stations au long du Nakasendō, avec cinq honjin et honjin secondaires et cent autres installations pour les voyageurs. Durant la période Edo, le relais comptait des centaines de meshimori onna (飯盛女), femmes employées par le shōgun pour servir à manger aux voyageurs. À l'est de la station, un pont enjambait la rivière Yakazaki.
À partir de l'ère Meiji, Karuisawa devint populaire auprès des missionnaires occidentaux. C'est à ce moment que le nom de l'endroit changea de « Karuisawa » pour le moderne « Karuizawa », plus facile à prononcer pour les étrangers. Parce qu'il y avait beaucoup d'étrangers dans la région, de nombreux bâtiments de style occidental furent érigés, en conséquence de quoi il ne reste à présent que peu de structures restant du passé.

## Stations voisines
Nakasendō
Sakamoto-shuku – Karuisawa-shuku – Kutsukake-shuku